# Marek Saganowski
Marek Mirosław Saganowski (uitspraak: [ˈmarɛk sagaˈnɔfski], ong. marek sagganofskie ["g" als in zakdoek]) (Łódź, 31 oktober 1978) is een Pools voetbaltrainer en voormalig betaald voetballer die bij voorkeur in de aanval speelde. Saganowski is de huidige trainer van Zagłębie Sosnowiec. 

## Clubcarrière
Saganowski's profloopbaan begon in 1994 bij ŁKS Łódź. Hij verruilde Southampton FC in januari 2010 voor Atromitos.

## Interlandcarrière
In 1996 debuteerde hij in het Pools voetbalelftal, waarvoor hij meer dan dertig interlands speelde. Hij maakte zijn debuut voor de nationale ploeg op woensdag 1 mei 1996, toen hij Andrzej Juskowiak na 69 verving in de vriendschappelijke thuiswedstrijd tegen Wit-Rusland (1-1).

## Erelijst
ŁKS Łódź
- Ekstraklasa

1997/98
 Legia Warschau
- Ekstraklasa

2012/13, 2013/14, 2015/2016
- Puchar Polski

2012/2013, 2014/15, 2015/2016